# David Weber
Pour les articles homonymes, voir Weber.
 (juin 2021).
Œuvres principales
- Série Honor Harrington
- Série Héritiers de l'empire
- Série La Guerre des dieux
- Série Sanctuaire

David Mark Weber, né le 24 octobre 1952 à Cleveland en Ohio,  est un auteur américain de science-fiction et de fantasy.
Dans ses histoires, il crée une technologie et une société cohérentes et rationnellement expliquées. Même lorsque traitant des thèmes d'imagination, les puissances magiques sont traitées comme une autre technologie avec des lois et des principes raisonnables.
Plusieurs de ses histoires ont des thèmes militaristes, particulièrement de la marine, s’adaptant bien dans le genre de la science-fiction militaire. Il se défie des rôles militaires courants de genre en supposant qu'un service militaire mixte existera dans son futur. Car il place souvent des personnages féminins dans des positions de leader, ce qui était considéré précédemment en tant que rôles traditionnellement masculins, pouvant ainsi explorer les défis à relever par des femmes dans les carrières militaires et politiques. 
Son personnage le plus utilisé est Honor Harrington dont l'histoire, ainsi que « l'Honorverse » dans lequel elle évolue, a été développé en de nombreux romans dont elle est l’héroïne, anthologies et romans dérivés.

## Travaux édités
L'éditeur de Weber, Baen Books (en), est un pionnier de la vente de livres électroniques et tous les titres peuvent être téléchargés en anglais contre paiement quand ils ne sont pas librement disponibles.
Plusieurs des livres de Weber sont accessibles en ligne en anglais, dans leur intégralité en tant qu'éléments de la bibliothèque libre de Baen Books, ou, dans le cas des livres plus récents, sous forme de chapitres d'échantillon (généralement les 25 premiers chapitres ou 33 % du livre). Ses livres apparaissent dans New York Times Best Seller list.
L'édition du livre cartonné War of Honor contenait un CD-ROM, qui entre autres choses contenait les copies électroniques des livres de la série disponibles à ce moment. L'étiquette du CD déclare explicitement que le contenu est librement distribuable et le CD lui-même a été mis à disposition sur divers sites Web. Ce CD était seulement le premier édité par la maison d’édition.
En France ce sont les éditions L’Atalante qui traduisent et éditent dans leur collection La Dentelle du cygne les livres de David Weber. Dans ces éditions, chaque couverture de la série est illustrée par Vincent Madras. En 2006, les éditions J'ai lu ont commencé à éditer la série en format poche.

## Œuvres

### UniversHonor Harrington

#### Série principale
1. Mission Basilic ((en) On Basilisk Station, 1993)
  - L’Atalante, coll. « La Dentelle du cygne », 1999, 496 p.  (ISBN 2-84172-103-5)
  - J'ai lu, 2006, 508 p.  (ISBN 2-290-34876-7)
  - L’Atalante, coll. « La Petite Dentelle », 2017, 539 p.  (ISBN 978-2-84172-812-1)
2. Pour l'honneur de la reine ((en) The Honor of the Queen, 1993)
  - L’Atalante, coll. « La Dentelle du cygne », 2000, 496 p.  (ISBN 2-84172-141-8)
  - J'ai lu, 2006, 510 p.  (ISBN 2-290-34875-9)
  - L’Atalante, coll. « La Petite Dentelle », 2017, 555 p.  (ISBN 978-2-84172-813-8)
3. Une guerre victorieuse et brève ((en) The Short Victorious War, 1994)
  - L’Atalante, coll. « La Dentelle du cygne », 2001, 448 p.  (ISBN 2-84172-179-5)
  - J'ai lu, 2007, 477 p.  (ISBN 2-290-35688-3)
  - L’Atalante, coll. « La Petite Dentelle », 2017, 489 p.  (ISBN 978-2-84172-828-2)
4. Au champ du déshonneur ((en) Field of Dishonor, 1994)
  - L’Atalante, coll. « La Dentelle du cygne », 2001, 464 p.  (ISBN 2-84172-192-2)
  - J'ai lu, 2007, 445 p.  (ISBN 2-290-35701-4)
  - L’Atalante, coll. « La Petite Dentelle », 2018, 475 p.  (ISBN 978-2-84172-843-5)
5. Pavillon de l'exil ((en) Flag in Exile, 1995)
  - L’Atalante, coll. « La Dentelle du cygne », 2002, 496 p.  (ISBN 2-84172-213-9)
  - L’Atalante, coll. « La Petite Dentelle », 2018, 553 p.  (ISBN 978-2-84172-853-4)
6. Mascarade silésienne ((en) Honor among Enemies, 1996)
  - tome 1 : L’Atalante, coll. « La Dentelle du cygne », 2003, 320 p.  (ISBN 2-84172-228-7)
  - tome 2 : L’Atalante, coll. « La Dentelle du cygne », 2003, 320 p.  (ISBN 2-84172-229-5)
  - L’Atalante, coll. « La Petite Dentelle », 2018, 688 p.  (ISBN 978-2-84172-859-6)
7. Aux mains de l'ennemi ((en) In Enemy Hands, 1997)
  - tome 1 : L’Atalante, coll. « La Dentelle du cygne », 2004, 352 p.  (ISBN 2-84172-265-1)
  - tome 2 : L’Atalante, coll. « La Dentelle du cygne », 2004, 288 p.  (ISBN 2-84172-266-X)
  - L’Atalante, coll. « La Petite Dentelle », 2018, 663 p.  (ISBN 978-2-84172-873-2)
8. La Disparue de l'enfer ((en) Echoes of Honor, 1998)
  - tome 1 : L’Atalante, coll. « La Dentelle du cygne », 2005, 496 p.  (ISBN 2-84172-310-0)
  - tome 2 : L’Atalante, coll. « La Dentelle du cygne », 2005, 448 p.  (ISBN 2-84172-311-9)
  - tome 1 : L’Atalante, coll. « La Petite Dentelle », 2018, 544 p.  (ISBN 978-2-84172-883-1)
  - tome 2 : L’Atalante, coll. « La Petite Dentelle », 2018, 473 p.  (ISBN 978-2-84172-884-8)
9. Les Cendres de la victoire ((en) Ashes of Victory, 2000)
  - tome 1 : L’Atalante, coll. « La Dentelle du cygne », 2007, 432 p.  (ISBN 2-84172-351-8)
  - tome 2 : L’Atalante, coll. « La Dentelle du cygne », 2007, 416 p.  (ISBN 2-84172-352-6)
  - tome 1 : L’Atalante, coll. « La Petite Dentelle », 2019, 464 p.  (ISBN 978-2-84172-887-9)
  - tome 2 : L’Atalante, coll. « La Petite Dentelle », 2019, 448 p.  (ISBN 978-2-84172-888-6)
10. Plaies d'honneur ((en) War of Honor, 2002)
  - tome 1 : L’Atalante, coll. « La Dentelle du cygne », 2007, 571 p.  (ISBN 2-84172-391-7)
  - tome 2 : L’Atalante, coll. « La Dentelle du cygne », 2007, 556 p.  (ISBN 2-84172-392-5)
  - tome 1 : L’Atalante, coll. « La Petite Dentelle », 2019, 637 p.  (ISBN 979-10-360-0005-8)
  - tome 2 : L’Atalante, coll. « La Petite Dentelle », 2019, 621 p.  (ISBN 979-10-360-0006-5)
11. Coûte que coûte ((en) At All Costs, 2005)
  - tome 1 : L’Atalante, coll. « La Dentelle du cygne », 2009, 560 p.  (ISBN 978-2-84172-486-4)
  - tome 2 : L’Atalante, coll. « La Dentelle du cygne », 2009, 560 p.  (ISBN 978-2-84172-487-1)
  - tome 1 : L’Atalante, coll. « La Petite Dentelle », 2019, 640 p.  (ISBN 979-10-360-0026-3)
  - tome 2 : L’Atalante, coll. « La Petite Dentelle », 2019, 624 p.  (ISBN 979-10-360-0027-0)
12. En mission ((en) Mission of Honor, 2010)
  - tome 1 : L’Atalante, coll. « La Dentelle du cygne », 2011, 416 p.  (ISBN 978-2-84172-563-2)
  - tome 2 : L’Atalante, coll. « La Dentelle du cygne », 2011, 416 p.  (ISBN 978-2-84172-564-9)
  - L’Atalante, coll. « La Petite Dentelle », 2020, 880 p.  (ISBN 979-10-360-0033-1)
13. L'orage gronde ((en) A Rising Thunder, 2012)
  - tome 1 : L’Atalante, coll. « La Dentelle du cygne », 2013, 320 p.  (ISBN 978-2-84172-623-3)
  - tome 2 : L’Atalante, coll. « La Dentelle du cygne », 2013, 304 p.  (ISBN 978-2-84172-624-0)
  - L’Atalante, coll. « La Petite Dentelle », 2020, 620 p.  (ISBN 979-10-360-0034-8)
14. Sans concession ((en) Uncompromising Honor, 2018)
  - tome 1 : L’Atalante, coll. « La Dentelle du cygne », 2020, 576 p.  (ISBN 979-10-360-0030-0)
  - tome 2 : L’Atalante, coll. « La Dentelle du cygne », 2020, 535 p.  (ISBN 979-10-360-0031-7)
  - tome 1 : L’Atalante, coll. « La Petite Dentelle », 2021, 608 p.  (ISBN 979-10-360-0095-9)
  - tome 2 : L’Atalante, coll. « La Petite Dentelle », 2021, 576 p.  (ISBN 979-10-360-0096-6)
15. (en) Toll of Honor, 2024

#### SérieAutour d'Honor
Cette série est composée de recueils de nouvelles se déroulant dans l'univers d'Honor Harrington. Ces livres sont édités par David Weber.
1. Autour d'Honor, L’Atalante, coll. « La Dentelle du cygne », 2013 ((en) More than Honor, 1998), 352 p.  (ISBN 978-2841726295)
  - Une belle amitié ((en) A Beautiful Friendship) par David Weber
  - La Croisière héroïque ((en) A Grand Tour) par David Drake
  - Un parfum de mitraille ((en) A Whiff of Grapeshot) par Stephen Michael Stirling
  - L'Univers d'Honor Harrington ((en) The Universe of Honor Harrington) par David Weber
2. Les Mondes d'Honor, L’Atalante, coll. « La Dentelle du cygne », 2013 ((en) Worlds of Honor, 1999), 517 p.  (ISBN 978-2841726455)
  - Le Chat perdu ((en) The Stray) par Linda Evans
  - Le Prix des rêves ((en) What Price Dreams?) par David Weber
  - Le Gambit de la reine ((en) Queen's Gambit) par Jane Lindskold
  - Un retour difficile ((en) The Hard Way Home) par David Weber
  - Pilonnage d'artillerie ((en) Deck Load Strike) par Roland J. Green
3. Une aspirante nommée Harrington, L’Atalante, coll. « La Dentelle du cygne », 2014 ((en) Changer of Worlds, 2001), 480 p.  (ISBN 978-2841726806)
  - Une aspirante nommée Harrington ((en) Ms. Midshipwoman Harrington) par David Weber
  - Ceux par qui les mondes changent ((en) Changer of Worlds) par David Weber
  - Venus des montagnes ((en) From the Highlands) par Eric Flint
  - La Tombée de la nuit ((en) Nightfall) par David Weber
4. Au service du sabre, L’Atalante, coll. « La Dentelle du cygne », 2017 ((en) The Service of the Sword, 2003), 736 p.  (ISBN 978-2841728077)
  - Terre promise ((en) Promised Land) par Jane Lindskold
  - D'une pierre… ((en) With One Stone) par Timothy Zahn
  - Un vaisseau nommé Francis ((en) A Ship Named Francis) par John Ringo en coopération avec Victor Mitchell (en)
  - Partons pour Prague ((en) Let's Go To Prague) par John Ringo
  - Fanatique ((en) Fanatic) par Eric Flint
  - Au service du sabre ((en) The Service Of The Sword) par David Weber
5. (en) In Fire Forged, 2011
  - (en) Ruthless par Jane Lindskold
  - (en) An Act of War par Timothy Zahn
  - (en) Let's Dance! par David Weber
  - (en) An Introduction to Modern Starship Armor Design par Andy Presby
6. (en) Beginnings, 2013
  - (en) By the Book par Charles E. Gannon
  - (en) A Call To Arms par Timothy Zahn
  - (en) Beauty and the Beast par David Weber
  - (en) The Best Laid Plans par David Weber
  - (en) Obligated Service par Joelle Presby
7. (en) What Price victory?, 2023

#### SérieLa Couronne des esclaves
Cette série est coécrite avec Eric Flint.
1. La Couronne des esclaves ((en) Crown of Slaves, 2003)
  - tome 1 : L’Atalante, coll. « La Dentelle du cygne », 2012, 352 p.  (ISBN 978-2-84172-571-7)
  - tome 2 : L’Atalante, coll. « La Dentelle du cygne », 2012, 352 p.  (ISBN 978-2-84172-572-4)
2. Torche de la liberté ((en) Torch of Freedom, 2009)
  - tome 1 : L’Atalante, coll. « La Dentelle du cygne », 2012, 384 p.  (ISBN 978-2-84172-601-1)
  - tome 2 : L’Atalante, coll. « La Dentelle du cygne », 2012, 384 p.  (ISBN 978-2-84172-602-8)
3. Les Bas-fonds de Mesa ((en) Cauldron of Ghosts, 2014)
  - tome 1 : L’Atalante, coll. « La Dentelle du cygne », 2016, 384 p.  (ISBN 978-2-84172-779-7)
  - tome 2 : L’Atalante, coll. « La Dentelle du cygne », 2016, 400 p.  (ISBN 978-2-84172-776-6)

#### SérieSaganami
1. L'Ombre de Saganami ((en) The Shadow of Saganami, 2004)
  - tome 1 : L’Atalante, coll. « La Dentelle du cygne », 2010, 544 p.  (ISBN 978-2-84172-494-9)
  - tome 2 : L’Atalante, coll. « La Dentelle du cygne », 2010, 544 p.  (ISBN 978-2-84172-495-6)
2. L'Ennemi dans l'ombre ((en) Storm from the Shadows, 2009)
  - tome 1 : L’Atalante, coll. « La Dentelle du cygne », 2011, 528 p.  (ISBN 978-2841725311)
  - tome 2 : L’Atalante, coll. « La Dentelle du cygne », 2011, 480 p.  (ISBN 978-2841725328)
3. L'Ombre de la liberté, L’Atalante, coll. « La Dentelle du cygne », 2014 ((en) Shadow of Freedom, 2013), 544 p.  (ISBN 978-2841726608)
4. L'Ombre de la victoire ((en) Shadow of Victory, 2016)
  - tome 1 : L’Atalante, coll. « La Dentelle du cygne », 2018, 544 p.  (ISBN 978-2-84172-861-9)
  - tome 2 : L’Atalante, coll. « La Dentelle du cygne », 2018, 530 p.  (ISBN 978-2-84172-862-6)

#### SérieStar Kingdom
1. (en) A Beautiful Friendship, 2011
2. (en) Fire season, 2012Écrit avec Jane Lindskold.
3. (en) Treecat Wars, 2013Écrit avec Jane Lindskold.
4. (en) A New Clan, 2022Écrit avec Jane Lindskold.
5. (en) Friends Indeed, 2025Écrit avec Jane Lindskold.

#### SérieManticore Ascendant
1. (en) A Call to Duty, 2014Écrit avec Timothy Zahn.
2. (en) A Call to Arms, 2015Écrit avec Timothy Zahn et Thomas Pope.
3. (en) A Call to Vengeance, 2018Écrit avec Timothy Zahn et Thomas Pope.
4. (en) A Call to Insurrection, 2022Écrit avec Timothy Zahn et Thomas Pope.

#### Guide
- La Maison d'acier - Le Guide de l'univers d'Honor Harrington, L’Atalante, coll. « La Dentelle du cygne », 2015 ((en) House of Steel, 2013), 704 p.  (ISBN 978-2841727285)
  - Je bâtirai une maison d’acier, 2015 ((en) I Will Build a House of Steel, 2013) par David Weber

### SérieHéritiers de l'empire
1. La Lune des mutins, L’Atalante, coll. « La Dentelle du cygne », 2004 ((en) Mutineers' Moon, 1994), 384 p.  (ISBN 2-84172-281-3)
2. L'Héritage de l'Armageddon, L’Atalante, coll. « La Dentelle du cygne », 2005 ((en) The Armageddon Inheritance, 1994), 408 p.  (ISBN 2-84172-321-6)
3. Les Héritiers de l'empire, L’Atalante, coll. « La Dentelle du cygne », 2007 ((en) Heirs of Empire, 1996), 672 p.  (ISBN 2-84172-355-0)

- (en) Empire From the AshesRéédition omnibus des livres de la série

### SérieDieu de la guerre
1. Le Serment de l'épée ((en) Oath of Swords, 1995)Réédité en 2007 pour une version augmentée de la  nouvelle Sword Brother se déroulant après Cavaliers du vent
  - tome 1 : L’Atalante, coll. « La Dentelle du cygne », 2011, 320 p.  (ISBN 978-2-84172-548-9)
  - tome 2 : L’Atalante, coll. « La Dentelle du cygne », 2011, 320 p.  (ISBN 978-2-84172-549-6)
2. Champions de Tomanãk ((en) The War God's Own, 1998)
  - tome 1 : L’Atalante, coll. « La Dentelle du cygne », 2012, 352 p.  (ISBN 978-2-84172-574-8)
  - tome 2 : L’Atalante, coll. « La Dentelle du cygne », 2012, 320 p.  (ISBN 978-2-84172-575-5)
3. Cavaliers du vent ((en) Wind Rider's Oath, 2004)
  - tome 1 : L’Atalante, coll. « La Dentelle du cygne », 2012, 382 p.  (ISBN 978-2-84172-608-0)
  - tome 2 : L’Atalante, coll. « La Dentelle du cygne », 2012, 382 p.  (ISBN 978-2-84172-609-7)
4. La Vierge guerrière ((en) War Maid's Choice, 2012)
  - tome 1 : L’Atalante, coll. « La Dentelle du cygne », 2013, 448 p.  (ISBN 978-2-84172-656-1)
  - tome 2 : L’Atalante, coll. « La Dentelle du cygne », 2013, 448 p.  (ISBN 978-2-84172-657-8)
5. (en) The Sword of the South, 2015

### SérieSanctuaire
1. Cap sur l'Armageddon, Bragelonne, 2010 ((en) Off Armageddon Reef, 2007), 666 p.  (ISBN 978-2352943716)
2. L'Alliance des hérétiques, Bragelonne, 2011 ((en) By Schism Rent Asunder, 2008), 640 p.  (ISBN 978-2352944737)
3. À armes inégales, Bragelonne, 2012 ((en) By Heresies Distressed, 2009), 600 p.  (ISBN 978-2352945550)
4. (en) A Mighty Fortress, 2010
5. (en) How Firm a Foundation, 2011
6. (en) Midst Toil and Tribulation, 2012
7. (en) Like A Mighty Army, 2014
8. (en) Hell's Foundations Quiver, 2015
9. (en) At the Sign of Triumph, 2016
10. (en) Through Fiery Trials, 2019

### UniversAlicia DeVries

#### SérieAscent to Empire
Cette série est coécrite avec Richard Fox.
1. (en) Governor, 2021
2. (en) Rebel, 2024

#### Romans indépendants
- La Voie des furies, L’Atalante, coll. « La Dentelle du cygne », 2007 ((en) Path of the Fury, 1992), 512 p.  (ISBN 978-2841723768)Réédition, L’Atalante, coll. « La Petite Dentelle », 2020, 592 p. (ISBN 979-10-360-0049-2)
- (en) In Fury Born, 2006Réédition augmentée de Path of the Fury

### SérieOut of the Dark
1. (en) Out of the Dark, 2010
2. (en) Into the Light, 2021Écrit avec Chris Kennedy.
3. (en) To Challenge Heaven, 2024Écrit avec Chris Kennedy.

### Romans indépendants
- (en) The Apocalypse Troll, 1999
- L'Option Excalibur, L’Atalante, coll. « La Dentelle du cygne », 2011 ((en) The Excalibur Alternative, 2002), 384 p.  (ISBN 978-2841725359)Roman basé sur une nouvelle publiée sous le titre de Sir George and the Dragon dans le recueil Foreign Legions (édité par David Drake en 2001) dans l'univers de Ranks of Bronze de David Drake.
Réédition, L’Atalante, coll. « La Petite Dentelle », 2019, 416 p. (ISBN 978-2-84172-897-8)
- (en) Bolo!, 2005Dans l'univers des Bolos créé par Keith Laumer
- (en) Old Soldiers, 2005Dans l'univers des Bolos créé par Keith Laumer

### Collaborations

#### Steve White(en)- Romans fondés sur le jeuStarfire
1. (en) Insurrection, 1993
2. (en) Crusade, 1992
3. (en) In Death Ground, 1997
4. (en) The Shiva Option, 2002

- (en) The Stars at War, 2004Réédition omnibus des livres Crusade et In Death Ground
- (en) The Stars at War II, 2005Réédition omnibus des livres The Shiva Option et Insurrection avec ajout d'une transition

David Weber a arrêté sa collaboration sur cet univers, laissant Steve White (en) écrire la suite.

#### John Ringo- SérieEmpire humain
1. (en) March Upcountry, 2001
2. (en) March to the Sea, 2001
3. (en) March to the Stars, 2003
4. (en) We Few, 2005

- (en) Empire of Man, 2014Réédition omnibus des livres March Upcountry et March to the Sea
- (en) Throne of Stars, 2014Réédition omnibus des livres March to the Stars et We Few

#### Eric Flint- Série1632
1. (en) 1633, 2002
2. (en) 1634: The Baltic War, 2007

#### Linda Evans- SérieHell's Gate
1. (en) Hell's Gate, 2006
2. (en) Hell Hath No Fury, 2007
3. (en) The Road to Hell, 2016

#### Jacob Holo- SérieThe Gordian Protocol
1. (en) The Gordian Protocol, 2019
2. (en) The Valkyrie Protocol, 2020
3. (en) The Janus File, 2022
4. (en) The Weltall File, 2023
5. (en) The Thermopylae Protocol, 2024

#### Jerry Pournelle- SérieJanissaries
1. (en) Mamelukes, 2020Écrit avec Jerry Pournelle et Phillip Pournelle.